# Casa di Hegel
La Casa di Hegel (in tedesco: Hegelhaus) è una casa-museo nella città natale del filosofo Georg Wilhelm Friedrich Hegel a Stoccarda. 

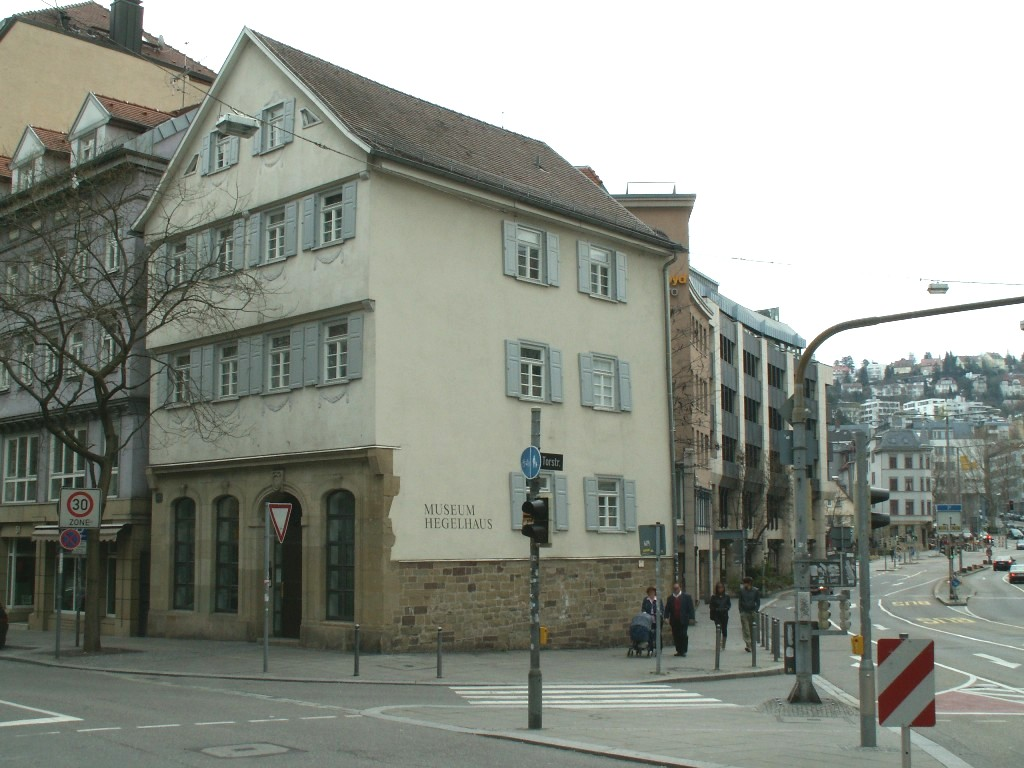
Hegelhaus, Eberhardstraße 53, Stuttgart-Mitte

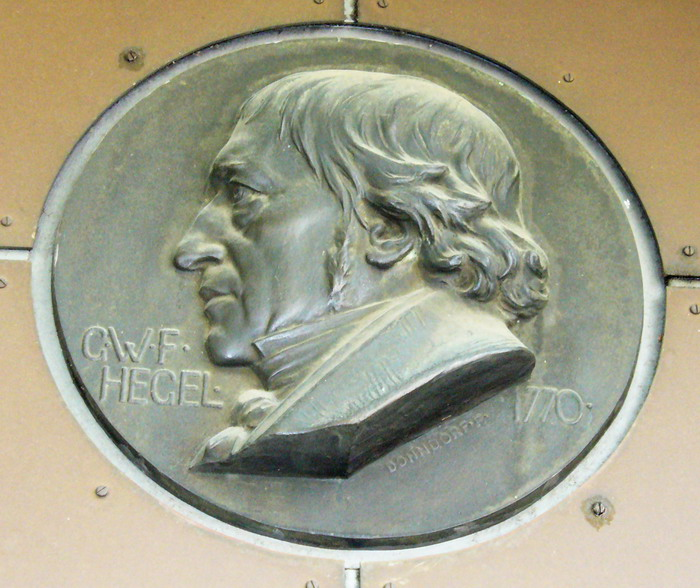
Ritratto di Hegel sull'Hegelhaus

## Descrizione
Nel 1770 il filosofo tedesco Georg Wilhelm Friedrich Hegel nacque in questa casa. Visse a Stoccarda per 18 anni e morì nel 1831 a Berlino.
La casa si trova al numero 53 di Eberhardstraße e risale al XVI secolo.
- Al piano terra c'è una mostra sulla città di Stoccarda del XVIII secolo, ovvero ai tempi di Hegel.
- Una sezione espositiva rappresenta la vita del filosofo: qui è possibile vedere il famoso berretto di Hegel e il suo libro di famiglia.
- In un'altra stanza vi è un collage di testi con citazioni importanti dalle sue opere, oltre a edizioni delle sue opere in diverse lingue.

L'Hegel-Haus fa parte della famiglia museale dello Stadtmuseum di Stoccarda.